# 8ピン角型デジタル端子
8ピン角型デジタル端子は、映像・音声信号の伝送などで使用される端子の名称。ヒロセ電機のコネクタ型番はP-1308。
パソコンのデジタル映像信号を伝送するコネクタとして、1980年台には広く使用された。また、業務用AV機器では、コンポジット映像信号とモノラル音声信号の入出力に使われた。本項では前者について解説する。

## 概要
デジタル映像信号は、赤・緑・青 (RGB) の三原色のON・OFFのみで構成されるため（1ビットデジタル）、再現できる色は黒、青、赤、マゼンタ（紫）、緑、シアン（水色）、黄、白の8色である。これに輝度信号を加えたRGBIでは16色となるが、出力機器・モニタの組み合わせによっては輝度違いの黒色が同一視されて15色となる。
本端子で伝送される信号はTTLレベルである。そのため富士通など一部のメーカーは、本端子を用いた接続方式自体をTTLと呼んでいた。

## 端子配列
| 1 |   | 2 | 3 | 4 |
| 5 | 6 | 7 | 8 |   |

| 1 | I | 5 | GND   |
|   |   |   |       |
| 2 | R | 6 | -     |
| 3 | G | 7 | HSync |
| 4 | B | 8 | VSync |

ピン6や、RGBIではない機種のピン1は、独自の信号（複合同期信号など）を出力していることがある。

## 接続できる機器
- PC-6000シリーズ各機種[3]（機器側はDIN8ピン、対応ケーブルはPC-60M91、15色表示には専用ディスプレイが必要[4]）
- PC-8000シリーズ各機種（機器側はDIN8ピン、対応ケーブルはPC-8091K）
- PC-8800シリーズ各機種[5]（機器側はDIN8ピン、対応ケーブルはPC-8091K）
- PC-9800シリーズ各機種[6]（機器側はDIN8ピン、対応ケーブルはPC-8091K）
- FM-8（機器側はDIN8ピン）
- FM-7/NEW7（機器側はDIN8ピン）
- FM-77シリーズ各機種（機器側はD-SUB9ピン）
- FM77AV[7]（機器側はD-SUB9ピン）
- FM-X
- FM-11
- MZシリーズ各機種のうちモニタ分離型[8]（機器側はDIN8ピン）
- X1シリーズ各機種[9]（機器側はDIN6ピン、対応ケーブルは8K-6D[10]）
- DSC-10（8ピン角型入力を備えるスキャンコンバーター）

2013年6月にコネクタそのものが廃番になり、2019年5月現在は本コネクタを持つケーブルは市販されていない。代替手段に乏しい本コネクタの採用されたディスプレイを使用すること自体が現実的ではないため、アナログRGBへの変換回路を内蔵したケーブルを購入することが望ましい。